# احمد سلیمان (بازیکن فوتبال اهل مصر)
احمد سلیمان (انگلیسی: Ahmed Soliman) بازیکن فوتبال اهل مصر بود.
وی همچنین در تیم ملی فوتبال مصر بازی کرده‌است.